# Leichte Infanterie

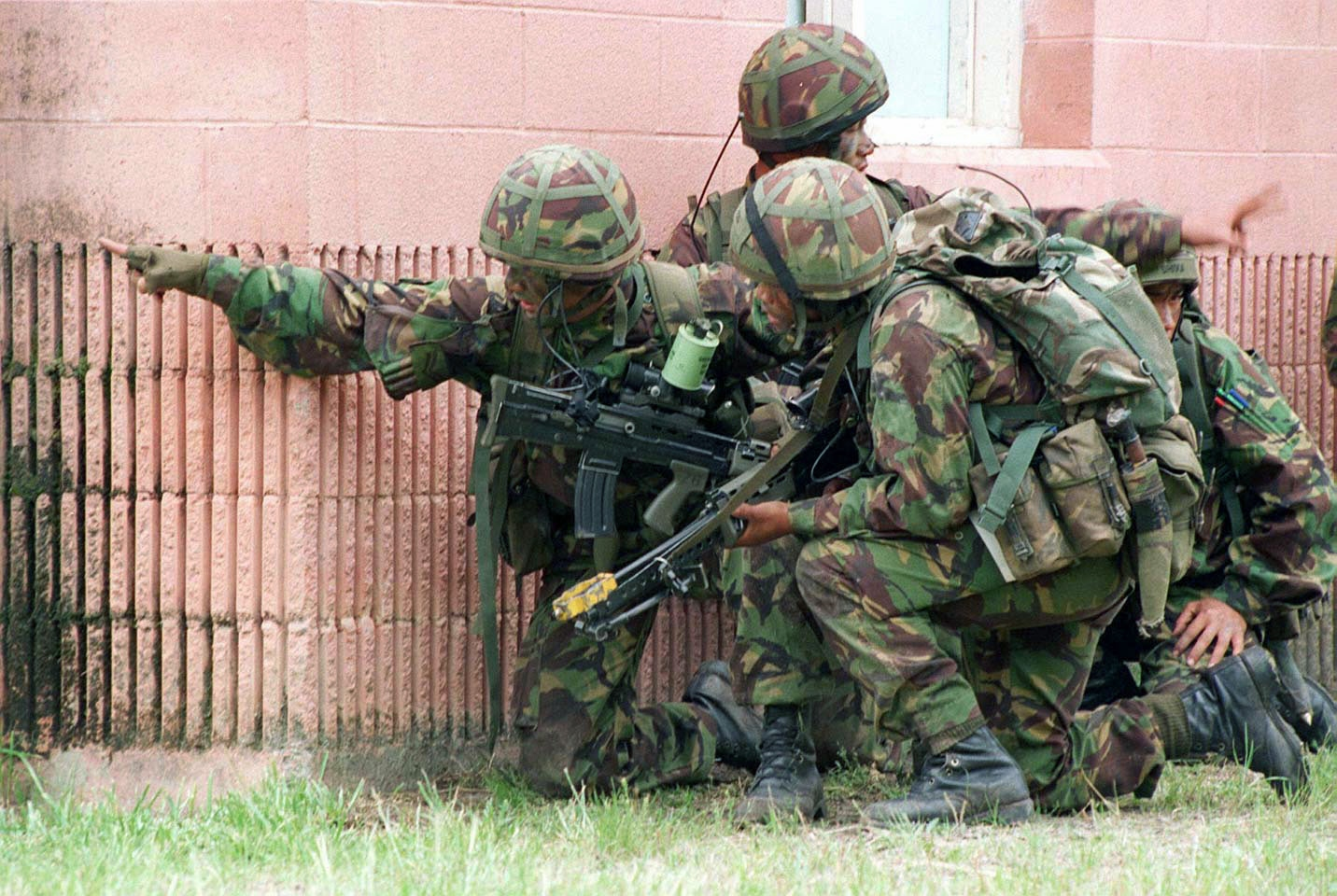
Soldaten Royal Gurkha Rifles bei einer Übung in den Vereinigten Staaten

Leichte Infanterie sind leicht bewaffnete und leicht ausgerüstete, sich meist zu Fuß bewegende und kämpfende Soldaten, im Deutschen häufig als Jäger bezeichnet. In der Vergangenheit dienten sie größeren Gefechtsverbänden als Vorposten-, Sicherungs- und Aufklärungstruppe. In modernen Streitkräften ist leichte Infanterie befähigt zum Kampf in schwierigem oder unwegsamem Gelände sowie hinter feindlichen Linien. 

## Antike
In der Antike bildeten sich Plänkler wie die griechischen Peltasten und Gastraphetesschützen, oder die römischen Velites heraus. Daneben gab es Schleuderer, Bogenschützen und Speerwerfer. Diese leichten Einheiten dienten dazu, gegnerische Reihen vor der Annäherung der Hauptkontingente zu schwächen und in Unordnung zu bringen. Die Hauptlast des Kampfes lag dann auf schwer bewaffneten Hopliten und Legionären, die in geschlossenen Formationen kämpften (Phalanx, Manipel).

## Mittelalter

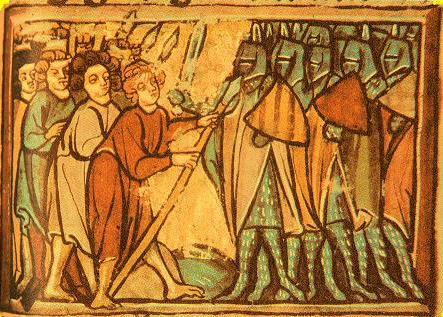
Leichte Infanterie im Kampf mit Schwerer Infanterie in der Schlacht bei Altenesch 1234

Das ganze Mittelalter hindurch gab es Bogenschützen, Schleuderer, Armbrustschützen und weiteres leicht bewaffnetes Fußvolk, das auf schwere Rüstung zugunsten höherer Mobilität verzichtete oder aber sich keine leisten konnte. Im Hochmittelalter hatte man mit den Armbrustschützen einen kostengünstigen und schnell auszubildenden Truppentyp. Ein einfacher Armbrustschütze konnte einen Ritter, der eine lange Ausbildung durchlaufen musste und dessen Rüstung, Ausrüstung, Waffen und Pferde extrem teuer waren, mit einem gut platzierten Schuss töten. Eine denkwürdige Rolle während der Reconquista übernahmen die Almogàvers, Söldner aus dem spanischen Fürstentum Katalonien. Diese leichten Infanteristen schafften es sogar, das französische Herzogtum Athen zu erobern. Im Spätmittelalter wurden während des Hundertjährigen Krieges die englischen Langbogenschützen eine echte Gefahr für die schwer gepanzerten französischen Ritter und Kriegsknechte. Sie waren nur leicht gepanzert und schützten sich mit Spitzpfählen vor gegnerischer Reiterei. Die Langbogenschützen wurden verstärkt in großen Kontingenten eingesetzt; sie waren so zahlreich, dass sie die Zahl der schweren Infanterie bei weitem überschritten. Die schwere Infanterie, bestehend aus abgesessenen Rittern und Kriegsknechten, nahm dadurch eine nebensächliche Rolle im Gefecht ein, dazu herabgestuft, die Langbogenschützen zu beschützen.

## Frühe Neuzeit
In der Frühen Neuzeit nahm die Bedeutung des Bogens und der Armbrust ab und die der Arkebusiere und Musketiere deutlich zu. Die Schwere Infanterie bestand überwiegend aus Hellebardenträgern und Pikenieren. Um die Formationen dieser schweren Truppen zu brechen, gab es Truppentypen wie die Rodeleros oder den Verlorenen Haufen (auch Forlorn Hope).

## 18. Jahrhundert
Mit der Herausbildung der Linientaktik wurden leichte Truppen für Vorposten-, Sicherungs- und Aufklärungsaufgaben erforderlich, die unabhängig von den in starrer Linientaktik kämpfenden Armeen operierten. Im Österreichischen Erbfolgekrieg wurden auf Österreichischer Seite meist berittene leichte Verbände wie die Panduren und Kroaten für diese Aufgabe verwendet. Nach diesem Vorbild schuf Friedrich II. die Freibataillone, die nicht in der Gefechtslinie der Großverbände operierten und durch plötzliche, überraschende Angriffe den Feind störten. Sie wurden außerdem zur Abwehr der Panduren Maria Theresias eingesetzt. Bei den mit Feuersteingewehren, dem fusil, ausgerüsteten Füsilieren handelt es sich um leichte Infanterie der Linieninfanterie, die nicht selbständig im zerstreuten Gefecht eingesetzt wurden.
Einen vermehrten Einsatz erfuhr die leichte Infanterie durch den Amerikanischen Unabhängigkeitskrieg und die Französische Revolution im 18. Jahrhundert. Während in allen anderen Armeen gut gedrillte Soldaten häufig unfreiwillig kämpften, gab es in diesen Armeen hoch motivierte aber schlecht ausgebildete Freiwillige. Durch die Taktik der leichten Infanterie konnte die fehlende Ausbildung zum Kampf in der Linie aufgewogen werden.
In der Österreichischen und Preußischen Armee gab es Jägerbataillone, in denen Jäger und Waldhüter als Scharfschützen eingesetzt wurden, um während der Schlacht auf gegnerische Offiziere und die Bedienungen der Artilleriegeschütze zu schießen. Schützenbataillone wurden im 19. Jahrhundert durch bürgerliche Schützen mit dem gleichen Auftrag gebildet.

## Napoleonische Kriege

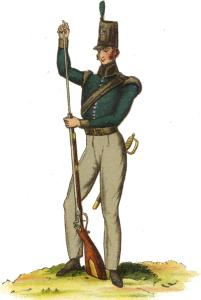
Soldat der leichten Bataillone der King’s German Legion

Gegen Ende des 18. Jahrhunderts wurden die Freibataillone durch zusätzlich zur Linientaktik eingeführte Schützeneinheiten ersetzt. Große Bedeutung erlangten die Tirailleure als leichte Infanterie bei den Truppen mit deren Kolonnentaktik in der Französischen Revolution. Zunächst nur in eigenen Regimentern oder Bataillonen organisiert, wurden bald allen Bataillonen solche Schützen zugewiesen – entweder in eigenen Kompanien (wie die französischen Voltigeure) oder – vor allem im deutschsprachigen Raum – in Form der dritten (hinteren) Glieder jeder Abteilung.
Jäger war in den verschiedenen deutschen Heeren die Bezeichnung für leichte Infanterie. Die Jäger sollten in Teileinheiten und lockerer Aufstellung besonders in eigenen Flanken und voraus operieren sowie Deckung zum gezielten Schuss nutzten. Wesentlicher Unterschied war der Einsatz von Büchsen im Gegensatz zu den Musketen der Linieninfanterie. Militärische Jäger rekrutierten sich im Wesentlichen aus Forstleuten, Jägern und Waldarbeitern.
Schmerzliche Erfahrungen in Nordamerika, wie das Desaster von Monongahela 1755 und die Lehren des Amerikanischen Unabhängigkeitskrieges, zwangen Großbritannien zu Versuchen mit speziell im aufgelösten Gefecht ausgebildeten Truppen. Daher wurde das King’s Royal Rifle Corps, ursprünglich Royal Americans, in Nordamerika aus Kolonisten aufgestellt und später in 60th Rifles umbenannt. Das im Januar 1798 unter Oberstleutnant Francis de Rottenburg aufgestellte 5. Bataillon des 60. Regimentes gilt als Grundstein der britischen Leichten Infanterie.
Dieser stark deutsch geprägten Einheit folgte im Januar 1800 das Experimental Rifle Corps, aus dem sich die 95th Rifles und später die Rifle Brigade (Prince Consort’s Own) entwickelten. Ihre Besonderheit war die Ausrüstung mit Büchsen (gezogener Lauf = treffsicher) statt Musketen (glatter Lauf = eher ungenau) und die von der generell roten Grundfarbe abweichende Uniformfarbe dunkelgrün. Auch die 1803 aufgestellten beiden Bataillone des King’s German Regiment, Grundstock für die King’s German Legion, erhielten grüne Uniformen und wurden sukzessive mit Büchsen ausgerüstet. Neben den sechs Bataillonen Rifles (5./60 Rgt., 1./95 Rgt., 2./95 Rgt., 3./95 Rgt und 1. und 2. Leichtes Bataillon KGL) in grüner Uniform wurden zahlreiche Linienregimenter in leichte Regimenter umbenannt. Sie behielten aber rote Uniform und Musketen.

## Heute
In modernen Armeen gehören Fallschirmjäger, Luftlandetruppen sowie die mit Hubschraubern ausgestattete oder zusammenwirkende luftbewegliche Infanterie, Gebirgsjäger und Marineinfanteriesten zur leichten Infanterie. Die leichte Infanterie ist zum Kampf in schwierigem oder unwegsamem Gelände insbesondere im Häuserkampf, Dschungelkrieg oder Gebirgskrieg sowie hinter feindlichen Linien befähigt. Scharfschützen, deren Aufgabe früher neben dem zerstreuten Gefecht die Hauptaufgabe der leichten Infanterie war, sind heute in alle Truppengattungen der Infanterie oder infanteristischer Kräfte anderer Truppengattungen und Teilstreitkräfte eingebunden.
Zur leichten Infanterie der Bundeswehr gehören Jäger, Fallschirmjäger und Gebirgsjäger. Die Bundeswehr verfügte mit dem Jägerregiment 1 (luftbeweglich) über luftbewegliche Infanterie. Diese Aufgabe wurde wieder an die Fallschirmjäger zurückgegeben. Die vormals noch verbliebenen zwei Luftlandebrigaden wurden auf zwei Fallschirmjägerregimenter in einer Luftlandebrigade umgegliedert. Die Gebirgsjägerbrigade 23 dient als Großverband der leichten Infanterie der Bundeswehr für den Kampf auch im Gebirge oder unter winterlichen Bedingungen. Eines der Gebirgsjägerbataillone ist mit GTK Boxer wie ein Jägerbataillon ausgestattet. Die Jägerbataillone sollen in Zukunft den Kern der Mittleren Kräfte bilden und dabei zu mehreren mittleren mechanisierten Infanteriebrigaden, ähnlich den Stryker-Brigaden der United States Army, zusammengefasst werden.
Die United States Army unterhält Verbände der leichten Infanterie bis zu Divisionsstärke wie die 10. US-Gebirgsdivision, 82. US-Luftlandedivision, 101. US-Luftlandedivision, das 173rd Airborne Brigade Combat Team  in Europa, die United States Army Rangers und die 32nd Infantry Brigade (Light) der Wisconsin Army National Guard.
Die British Army unterhält Verbände der leichten Infanterie mit dem Parachute Regiment, dem Regiment The Rifles und mit den Royal Gurkha Rifles. Die Royal Navy verfügt mit den Royal Marines ebenfalls über leichte Infanterie. 
Nach ihrer Gliederung und Ausrüstung gehören die spanischen Regulares zur leichten Infanterie, ihre Regimentsmusik mit Trommeln zeigt die Nähe zur leichten Linieninfanterie.
In der Schweiz werden leichte Infanteristen als Füsiliere bezeichnet. Sie sind meist mit Radschützenpanzern ausgerüstet und weisen eine hohe Beweglichkeit auf dem Gefechtsfeld auf. Füsiliere tragen überall dort die Hauptlast des Kampfes, wo der Gegner seine Überlegenheit an mechanisierten Kräften nicht voll zur Wirkung bringen kann. Sie sind daher besonders geeignet, in bedecktem, durchschnittenem oder dicht bebautem urbanen Gelände zu kämpfen.